# Änglar, finns dom?
Änglar, finns dom? är en svensk dramafilm från 1961, i regi av Lars-Magnus Lindgren.

## Handling
Jan Froman är en ung man med stora planer. Han anställs som vaktmästarassistent på en bank åt ordinarie vaktmästaren Hagson. Hagson har vunnit lite pengar på kortspel, Froman har lusläst Vägen till framgång och tillsammans börjar de spekulera i aktier och gamla hus på Södermalm. Jan Froman förälskar sig i Margareta, vars far är amiral. På banken börjar man undra vem det är som så framgångsrikt lyckas snuva banken på aktieposter och fastighetsaffärer. När sanningen kommer fram, erbjuds Froman en plats i styrelsen. Margaretas far blir dock rasande över att hon umgås med en vaktmästare men i utbyte mot en antik hakebössa ger amiralen tillåtelse till giftermål.

## Om filmen
Filmen hade premiär den 30 januari 1961. Den är baserad på romanen Änglar finns dom, pappa? av John Einar Åberg från 1955. Filmen restaurerades av Svenska Filminstitutet 2019.
Filmen har visats i SVT, bland annat i juni 2019 och maj 2024.

## Rollista
- Jarl Kulle – Jan Froman
- Christina Schollin – Margareta Günther
- Edvin Adolphson – Viktor Günther, hennes far
- Sigge Fürst – Bert Hagson, bankvaktmästare
- Isa Quensel – Louise Günther, Margaretas mor
- Gunnar Sjöberg – Karl-Evert Raeder, disponent
- George Fant – Rolf Granér, skeppsredare
- Margit Carlqvist – Veronica von Sachs
- Åke Claesson – Torsten Waller, Bankdirektör
- Elsa Carlsson – Fastern
- Torsten Lilliecrona – Stenman, personalchef
- Toivo Pawlo – Bergérus, portvakt
- Marrit Ohlsson – fru Bergérus
- Arne Ragneborn – pokerspelare
- Birger Åsander – pokerspelare
- Folke Asplund – pokerspelare
- Peter Lindgren – pokerspelare
- Sonja Kolthoff – direktör Wallers sekreterare
- Sune Mangs – Bojström, banktjänsteman
- Nils Kihlberg – Larsson, banktjänsteman
- Börje Mellvig – Westin, Kamrer
- Kotti Chave – Styrman
- Kim Procopé – Karin, Günthers husa

## Filmmusik i urval
- Så skimrande var aldrig havet av Evert Taube

## DVD
Filmen gavs ut på DVD 2008.